# Giulio Girola

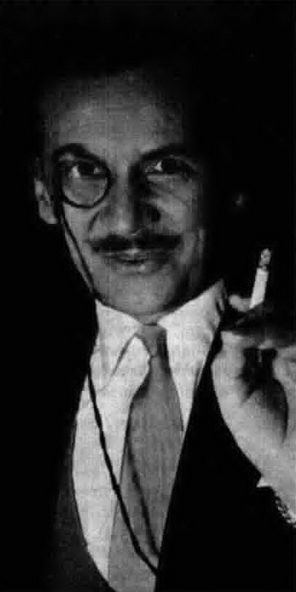
Giulio Girola, etwa 1970

Giulio Girola (* 8. September 1912 in Sarzana; † 1. November 1973 in Rom) war ein italienischer Film- und Theaterschauspieler.

## Filmographie (Auswahl)
- 1957: Buon viaggio, Paolo
- 1959: Il borghese gentiluomo
- 1960: Das süße Leben (La dolce vita)
- 1960: Die halbstarken Eltern (Genitori in blue-jeans)
- 1961: Erano tutti miei figli
- 1961: Hochwürden Don Camillo (Don Camillo monsignore… ma non troppo)
- 1962: Gebrandmarkt (Un uomo da bruciare)
- 1962: Appuntamento in Riviera
- 1964: I grandi camaleonti (Fernseh-Miniserie)
- 1965/1972: Le inchieste del commissario Maigret (Fernsehreihe, 2 Folgen)
- 1968: Seid nett aufeinander (La rivoluzione sessuale)
- 1969: Die Abrechnung (La resa dei conti: Dal gran consiglio al processo di Verona) (Fernsehfilm)
- 1969: Die Brüder Karamasow (I fratelli Karamazov) (Fernseh-Miniserie)
- 1973: Die Ermordung Matteottis (Il delitto Matteotti)